# Томас Дж. Басс
Томас Джозеф Басслер, також відомий як Ті Джей Басс, (англ. Thomas Joseph Bassler; нар. 7 серпня 1932, Клінтон, штат Айова, США — 13 грудня 2011, Гонолулу, штат Гаваї, США) — американський лікар та письменник-фантаст. Як письменник передовсім відомий як автор науково-фантастичної дилогії, що містить романи «Наполовину надлюдина» та «Бог-кит».
Закінчив Університет Айови в 1959 році.
Як медик Басслер відомий своїм суперечливим твердженням, що «некурящі, які здатні подолати марафон менш ніж за чотири години, можуть їсти все, що забажають, і ніколи не отримати смертельний серцевий напад». Джон Роббінс зазначив, що Джим Фікс схвально процитував Басслера у своїй книзі-бестселері «Повна книга бігу». Водночас він помер від серцевої недостатності у 52 роки під час бігу.
Крім того, американський конгресмен Ґудло Байрон помер від серцевого нападу під час пробіжки в жовтні 1978 року. За словами Нейтена Прітікіна, піонера в області консультування з питань харчування, Байрон бігав Бостонський марафон шість разів з особистим рекордом 3:28:40 і на той час не курив 25 років. Байрон був пристрасним читачем книги Басслера і тому проігнорував попередження своїх лікарів, які після аналізів виявили, що коронарні артерії Байрона звужуються і порадили Байрону припинити заняття спортом на витривалість.

### Науково-фантастичні романи
- Наполовину надлюдина (англ. «Half Past Human») (1971) (як Т. Дж. Басс)
- Бог-кит (англ. «The Godwhale») (1974)

### Оповідання та повісті
- Зоряний свербіж (1968), журнал If)
- Зоряна сіячка (1969), журнал If
- Наполовину надлюдина (1969), Galaxy Science Fiction, Vol.29 No.4
- Гітара (або «Пісня Каї») (1970), Журнал If, листопад–грудень
- Гра в біошахи (1970) Журнал If, лютий
- Роркваль Мару (1972) Galaxy Science Fiction, Vol.32 No.4

### Нехудожні книги
- Дієта всього життя: інтегрована програма харчування та фізичних вправ для здорового способу життя (1979), з Робертом Е. Бургером (як Томас Дж. Басслер)